# 란마 ½
《란마 ½》(란마 이분의 일, らんま ½)는 타카하시 루미코가 창작한 만화이다. 1987년부터 1996년까지 쇼가쿠칸의 소년만화 잡지 《주간 소년 선데이》에 연재되었고, 단행본 38권으로 완결되었다. 2002년부터 2003년까지 신장판이 출판되었다.
찬물을 뒤집어 쓰면 여자가 되는 저주를 받은 고등학생 격투가 사오토메 란마(남궁란마)와 약혼자 텐도 아카네(주세나)를 중심으로 다양한 개성을 가진 캐릭터들이 등장해 사건을 일으키면서 벌어지는 에피소드가 작품의 내용이다.
대한민국에서도 1990년대 초중반 애니메이션이 비디오로 수입되었고 만화는 서울문화사의 《아이큐점프》에 연재되었으나, 1997년 7월 1일 청소년보호법의 시행으로 음란성과 폭력성이 문제가 되어 연재 및 발매가 중단되었다. 2002년부터 2004년까지 완전판으로 완결까지 다시 발매되었다. 연재가 중단되기 전까지는 일본 문화 개방 이전인 탓에 고유명사 등이 한국식 명칭으로 바뀌어 나왔으며, 2002년의 완전판에서는 원명칭으로 발행되었다. 비디오와 투니버스의 애니메이션에서는 전자의 명칭을 따르고 있다.

## 개요
하렘물이라는 개념이 연재 당시에는 없었으나 주인공 주위에 여러 타입의 여성을 배치한 최초의 작품이라고 보는 견해도 있다. 여성들이 처음 소년만화 잡지를 구입하게 된 계기가 되었다고도 한다.
1989년에 애니메이션화되었고 많은 인기를 얻었다. TV판 애니메이션 이외에도 OVA, 극장판, 게임 등도 다수 제작되었다. 해외에서의 인기도 높아 미국, 대한민국, 유럽 등지의 세계 전체에 많은 팬이 존재한다. 현재 연재 중에 애니메이션이 종료된 《이누야샤》를 빼면 애니메이션판 완결편이 제작되지 않은 타카하시 루미코의 유일한 작품이기도 하다.
작품 완결 뒤에도 그 인기는 아직 이어지고 있어 인터넷상에 다수의 팬사이트가 존재한다.
란마는 TV 애니메이션으로 161화까지 방영되는데 란마 TV 애니메이션 1기는 18화이고 2기는 열투편이라는 부제가 붙었으며 143화까지 있다. 란마 TV판 애니메이션은 총 7개의 OP곡과 9개의 ED곡이 있다. 란마 OVA는 OVA 6화, 스페셜 OVA 2화, 슈퍼 OVA 3화, 악몽! 춘면향을 합해 12화로 구성되어 있고, 극장판은 3편이 나왔다.
2024년 10월 6일부터 넷플릭스에서 신작이 방영될 예정이다.

## 줄거리
중국 칭하이성 바옌카라산맥에서 수련 여행을 하던 사오토메 란마와 그의 아버지 겐마는 주천향(呪泉郷)의 저주받은 샘에 빠지게 된다. 이 저주받은 샘에 빠진 사람은 차가운 물에 닿으면 수백 또는 수천 년 전에 그곳에서 익사한 생물의 육체로 변하게 되며, 뜨거운 물에 닿으면 원래 모습으로 돌아오지만 다시 차가운 물에 닿으면 변신이 재개된다. 겐마는 익사한 판다의 샘 웅묘익천에 빠졌고, 란마는 익사한 소녀의 샘 낭익천에 빠졌다.
텐도 소운은 무차별격투류(無差別格闘流) 또는 "어떤 수단이든 상관없는 유파"의 무술을 수련하는 동료 수련자이자 도장의 주인이다. 겐마와 소운은 수년 전 자녀들이 결혼하여 텐도 도장을 이어받기로 합의했다. 소운에게는 예의 바르고 태평한 카스미, 탐욕스럽고 무관심한 나비키, 성격이 급하고 무술을 수련하는 아카네라는 세 명의 10대 딸이 있다. 아카네는 란마와 같은 나이로, 언니들에 의해 약혼녀 역할을 맡게 된다. 언니들은 자신들이 언니이기 때문에 동생에게 그 의무를 떠넘길 수 있다고 여겼고, 또한 그들 모두 정략결혼을 싫어하며 아카네의 남성 혐오가 아버지들에게 이를 표현하는 적절한 방법이라고 생각했기 때문이다. 약속된 시간에 판다 한 마리가 들어와 한 소녀를 그들의 아버지 앞에 데려다 놓자 텐도가는 놀란다. 상황을 텐도 소운과 그의 딸들에게 설명하는 데에는 몇 페이지가 더 걸린다. 란마와 아카네는 둘 다 처음에는 약혼을 거부하지만, 아버지들의 고집으로 인해 일반적으로 약혼자로 취급받게 되며 때때로 서로를 돕거나 구하기도 한다. 둘은 자주 함께 있으며 시리즈의 주요 초점인 특유의 어색한 애증 관계로 끊임없이 다투게 된다.
란마는 아카네와 함께 후린칸 고등학교(風林館高校)에 다니며, 그곳에서 자주 대립하는 상대인 쿠노 타테와키를 만난다. 그는 거만한 검도부 주장으로, 아카네를 적극적으로 추종하지만 동시에 란마의 여자 모습에도 반하게 된다. 그러나 그는 란마의 저주에 대해서 끝내 알지 못한다(대부분의 다른 인물들은 결국 알게 되지만). 네리마는 란마의 정기적인 라이벌들이 등장하면서 더 많은 무술 소동의 배경이 된다. 예를 들어, 영원한 길치 히비키 료가는 집 앞에서 뒤로 가는데 일본을 반 바퀴나 돌았고, 란마는 그를 3일 동안 기다렸다. 란마에게 복수하려던 료가는 그를 따라 주천향에 갔다가 결국 익사한 새끼돼지의 샘 돈익천에 빠지게 된다. 이제 그는 차가운 물을 뒤집어쓰면 작고 검은 돼지의 모습으로 변한다. 이를 모르는 아카네는 그 새끼돼지를 애완동물로 삼고 P짱이라고 이름 짓지만, 란마는 이 사실을 알고 있어 료가가 이 비밀을 지키고 상황을 이용하는 것을 싫어한다. 또 다른 라이벌로는 근시인 무스가 있는데, 그 역시 저주받은 샘인 압자익천에 빠져 물에 젖으면 오리로 변한다. 마지막으로, 겐마와 소운의 장난꾸러기 대사범인 하포사이 영감이 있는데, 그는 여학생들의 속옷을 훔치는 데 시간을 보낸다.
란마의 잠재적 연인들로는 리듬체조 무술 챔피언(이자 타테와키의 여동생)인 쿠노 코다치, 그의 두 번째 약혼자이자 어린 시절 친구인 오코노미야키 가게 주인 쿠온지 우쿄, 증조할머니 코롱의 지원을 받는 중국 여걸족 출신의 샴푸가 있다. 시리즈가 진행됨에 따라 학교는 더욱 기이해진다. 하와이에 집착하는 정신 나간 쿠노 교장이 돌아오고, 란마의 영어 교사로 힘을 빨아들이는 아이/어른으로 번갈아 변하는 니노미야 히나코가 부임하면서 더욱 그러하다. 란마가 진정한 사랑을 선택하지 못하는 우유부단함은 그의 로맨스와 학교생활에 혼란을 야기한다.

## 제작
타카하시 루미코는 《란마 ½》을 일상생활의 모든 측면을 무술과 연결시키는 무술 만화로 구상하였다고 밝혔다. 이전 작품들에서 여성 주인공을 다뤘기 때문에, 이번에는 남성 주인공을 원했다. 하지만 남성 주인공을 쓰는 것에 대해 걱정이 되어 결국 주인공을 반은 여성으로 만들기로 결정했다. 타카하시에 따르면, 란마를 만드는 아이디어는 "그저 머릿속에 떠올랐다"고 하며, 그가 성별을 오갈 수 있게 만들 방법을 찾았다고 한다. 그때 그는 목욕탕 입구의 노렌 간판을 떠올렸다. 처음에는 란마가 주먹을 맞을 때마다 변하는 것을 고려했지만, 결국 물로 변신을 유발하기로 결정했다. 이 결정으로 인해 주천향은 중국에 있어야 한다고 느꼈는데, 그곳만이 그런 신비로운 샘들이 있을 수 있는 유일한 장소라고 생각했기 때문이다. 그는 《란마 ½》의 영감을 다양한 실제 사물에서 얻었다. 시리즈에서 자주 볼 수 있는 장소 중 일부는 도쿄 네리마의 실제 장소를 모델로 했다(타카하시의 고향이자 《란마 ½》의 배경).
1990년 《어메이징 히어로즈》와의 인터뷰에서 타카하시는 네 명의 여자 어시스턴트들이 배경, 패널 라인, 톤을 그리는 동안 자신은 스토리와 레이아웃을 만들고 캐릭터를 연필과 잉크로 그린다고 밝혔다. 모든 어시스턴트가 여성인 이유에 대해 타카하시는 "남자 어시스턴트를 쓰지 않는 것은 여자아이들이 남자아이들에 대해 걱정하지 않고 더 진지하게 일할 수 있도록 하기 위해서"라고 설명했다. 1992년, 그는 자신의 작업 과정을 설명하며 저녁에 챕터 레이아웃을 시작해 새벽까지 마무리하고, 하루 쉰 뒤 어시스턴트들을 부른다고 했다. 어시스턴트들은 보통 이틀이나 사흘 밤을 새워 마무리하며, 보통 한 챕터에 5일을 소요한다고 한다.
타카하시는 의도적으로 이 시리즈가 여성과 아이들에게 인기를 끌도록 목표를 삼았다. 1993년 《아니메리카》와의 인터뷰에서 한 인터뷰어가 타카하시에게 성전환 주제가 "남성 중심 사회를 계몽하려는 노력"이었는지 물었다. 타카하시는 사회적 의제 측면에서 생각하지 않았으며, 단순히 "간단하고 재미있는 아이디어"를 원해서 《란마 ½》 콘셉트를 만들었다고 답했다. 그는 여성으로서, 그리고 어린 시절 즐겨 읽던 만화를 회상하며 "인간이 동물로 변하는 것도 재미있고 동화 같을 것 같았다"고 덧붙였다. 2013년, 그는 《란마》를 시작할 때 편집자가 더 극적으로 만들라고 했지만, 그것은 자신이 할 수 없는 일이라고 느꼈다고 밝혔다. 그러나 결말 부분에서는 드라마가 나타나기 시작했다고 인정했다. 또한 애니메이션 성우 오디션에 참여해 남성 란마와 여성 란마를 각각 해당 성별의 다른 성우가 연기해야 한다고 요구했다.

## 주천향
주천향이란 중국의 칭하이성 바얀카라 산맥의 추안친산에 있는 전설의 수행장이다. 엄청나게 많은 샘이 있으며 몇 개의 샘에는 긴 대나무가 꽂혀 있다. 하나하나의 샘마다 저주가 있어서 샘에 빠지면 가장 먼저 그 샘에 빠졌던 자의 모습이 된다. 그 이후 찬물에 젖으면 변신하고 뜨거운 물을 부으면 원래대로 돌아가는 체질이 된다.

### 저주의 샘의 종류
- 낭익천 “처녀”
- 웅묘익천 “아빠 팬더 곰”
- 돈익천 “아기 꽃 돼지”
- 묘익천 “고양이”
- 압자익천 “오리”
- 침와익천 “개구리”
- 남익천 “젊은 남성”
- 우학만모인익천 “소의 머리에 설인의 몸, 학의 날개에 꼬리는 도마뱀”
- 장어익천 “문어”
- 선남익천 “착한 사람”
- 쌍생아익천 “쌍둥이”
- 동자익천 “어린애”
- 아수라익천 “아수라”
- 아카네익천 “아카네(여자주인공)”

## 애니메이션

### 한국어판 성우
- 남궁 란마 (사오토메 란마) 남-녀 순.
  - 강수진, 최덕희 (비디오)
  - 손원일, 박영희 (97' 新란마)
  - 손원일, 양정화 (극장판 '행복의 두루마리' 투니버스 더빙판)
  - 강수진, 양정화 (투니버스 2기판)

- 주세나 (텐도 아카네)
  - 서혜정 (비디오 전반부), 지미애 (비디오 후반부)
  - 김수경 (97' 新란마)
  - 성유진 (극장판 '행복의 두루마리' 투니버스 더빙판)
  - 여민정 (투니버스 2기판)

- 남궁민 (사오토메 겐마)
  - 장정진 (비디오)
  - 유제상 (97' 新란마)
  - 손종환 (투니버스 2기판)

- 주진창 (텐도 소운)
  - 강구한 (비디오)
  - 정동열 (97' 新란마)
  - 정승욱 (투니버스 2기판)

- 주하나 (텐도 카스미)
  - 유지영 (비디오)
  - 이진화 (97' 新란마)
  - 이동은 (투니버스 2기판)

- 주두나 (텐도 나비키)
  - 정미숙 (비디오)
  - 윤여진 (투니버스 2기판)

- 제갈 요가 (히비키 료가)
  - 백순철 (비디오)
  - 박상훈 (97' 新란마)
  - 김영훈 (극장판 '행복의 두루마리' 투니버스 더빙판)
  - 홍범기 (투니버스 2기판)

- 샴푸
  - 정미숙 (비디오)
  - 김수경 (97' 新란마)
  - 이동은 (극장판 '행복의 두루마리' 투니버스 더빙판)
  - 김현지 (투니버스 2기판)

- 권우경 (쿠온지 우쿄)
  - 유지영 (비디오)
  - 이진화 (97' 新란마)
  - 김보영 (투니버스 2기판)

- 코롱
  - 유지영 (비디오)
  - 성선녀 (투니버스 2기판)

- 팔보 (핫포사이)
  - 김환진 (비디오초반 , 투니버스 2기판)
  - 온영삼 (비디오 후반후)
  - 김창주 (97' 新란마)
  - 유해무 (극장판 '행복의 두루마리' 투니버스 더빙판)

- 교장
  - 김창주 (97' 新란마)
  - 최한 (투니버스 2기판)

- 강동수(쿠노 타테와키)
  - 김환진 (비디오)
  - 박상훈 (97' 新란마)
  - 최재호 (투니버스 2기판)

- 강유리(쿠노 코다치)
  - 유지영 (비디오)
  - 박영희 (97' 新란마)
  - 김현심 (투니버스 2기판)

- 봉석 (사루카쿠레 사스케)
  - 최승훈 (투니버스 2기판)

- 링링 & 랑랑
  - 안영미 & 이소은 (투니버스 2기판)

- 무스
  - 강구한 (비디오)
  - 현경수 (투니버스 2기판)

- 동풍(오노 토후)
  - 강구한 (비디오)
  - 박성태 (투니버스 2기판)

## 텔레비전 드라마
《란마 1/2》는 2011년 12월 9일에 니혼 TV 계열의 "금요 슈퍼 프라임" 시간대(19:00-20:54)에 방송된 2시간 짜리 스페셜 드라마이다. 아라가키 유이가 주연을 맡았으며, 시청률은 7.9%를 기록했다. 주제가로는 나인의 〈치쿠타쿠☆2NITE〉가 사용됐다.
내용은 마담 카망베르가 이끄는 수수께끼의 조직과 란마가 일본식 남익천의 열쇠를 둘러싼 쟁탈전을 벌이는 내용이다.

### 배역
- 텐도 아카네 - 아라가키 유이
- 사오토메 란마 - (남자) 카쿠 켄토 / (여자) 나츠나
- 쿠노 타테와키 - 나가야마 켄토
- 텐도 나비키 - 니시야마 마키
- 텐도 카스미 - 하세가와 쿄코
- 오노 토후 - 타니하라 쇼스케
- 사오토메 겐마 - 후루타 아라타
- 텐도 소운 - 나마세 카츠히사